# Annie Fischer
Annie Fischer (Budapest, 5 de julio de 1914 - 10 de abril de 1995) fue una famosa pianista clásica húngara.

## Biografía
Estudió en el Academia Franz Liszt con Ernő Dohnányi ganando el concurso homónimo en 1933. Fue una niña prodigio y debutó a los ocho años.
Actuó en Europa y Australia y al final de su carrera en Estados Unidos, 
Fue la esposa del musicólogo Aladar Toth (1898-1968).
En 1940, Annie Fischer huyó de la persecución nazi y se refugió con su esposo en Suecia, regresando a Budapest en 1946, donde falleció en 1995.
En 1965 fue nombrada docente honoraria de la Academia Musical de Budapest. 
Dentro de su amplia discografía, está la versión integral de las 32 sonatas de Beethoven, siendo una de las pocas pianistas que ha encarado dicha tarea. Este cometido le llevó 17 años, finalizando en 1977. Sin embargo no permitió que estos registros fueran lanzados al mercado comercial durante su vida.
Sviatoslav Richter escribió sobre ella: “Annie Fischer es una gran artista, con un espíritu de grandeza y genuina profundidad en sus interpretaciones”. En el año 1959 grabó varias obras junto al director Wolfgang Sawalisch. 
En sus registros discográficos se evidencia no solamente su gran virtuosismo sino también el sentido romántico de sus ejecuciones. Estas obras fueron registradas casi siempre en conciertos en vivo. Sus interpretaciones están centradas en Mozart y Beethoven, también están Schubert, Chopin, Liszt, Brahms, Schumann, como también los compositores húngaros más contemporáneos: Bartok, Kodály y el que fuera su maestro Dohnányi. 
Fischer tocó en la mayoría de las salas prestigiosas de Europa, como también en Canadá, Japón, China, Australia y los Estados Unidos donde debutó en 1961 en el Carnegie Hall dirigida por George Szell con la Orquesta de Cleveland. También es muy recordada por su aparición de 1982 en el Carnegie Hall. También se la escuchó en los festivales musicales de Edimburgo, Holanda y Praga. 
Obtuvo tres veces el premio “Kossuth” de su nación por su relevancia en el campo artístico.
Admirada también por Otto Klemperer y Maurizio Pollini se destacó en interpretaciones de Wolfgang Amadeus Mozart, Ludwig van Beethoven, Johannes Brahms, Franz Schubert y Robert Schumann, así como de Béla Bartók.
La crítica especializada ha destacado, más que su técnica, su forma de extender los ritmos más allá de sus límites naturales y la intensidad de sus interpretaciones. También se ha destacado que tenía una gran personalidad en su ejecución, elevados valores interpretativos y una técnica colosal; que recuerda en cierta forma a la pianista argentina Martha Argerich.

## Discografía
Sus grabaciones han sido publicadas por los sellos BBC Records, Doremi, EMI Classics, Hungaroton, Orfeo, Palexa, Q Disc, Urania, Melodiya e ICA Classics.

### Beethoven
- Concerto No. 1 in C major, Op. 15 (1)
- Concerto No. 3 in C minor, Op. 37 (3)
- Concerto No. 5 in E flat major, Op. 73 "Emperor" (1)
- Sonata No. 1 in F minor, Op. 2, No. 1 (2)
- Sonata No. 2 in A major, Op. 2, No. 2 (2)
- Sonata No. 3 in C major, Op. 2, No. 3 (2)
- Sonata No. 4 in E flat major, Op. 7 (2)
- Sonata No. 5 in C minor, Op. 10, No. 1 (2)
- Sonata No. 6 in F major, Op. 10, No. 2 (2)
- Sonata No. 7 in D major, Op. 10, No. 3 (3)
- Sonata No. 8 in C minor, Op. 13 "Pathétique" (3)
- Sonata No. 9 in E major, Op. 14, No. 1 (2)
- Sonata No. 10 in G major, Op. 14, No. 2 (2)
- Sonata No. 11 in B flat major, Op. 22 (2)
- Sonata No. 12 in A flat major, Op. 26 "Funeral March" (1)
- Sonata No. 13 in E flat major, Op. 27, No. 1 "Quasi una fantasia" (2)
- Sonata No. 14 in C sharp minor, Op. 27, No. 2 "Moonlight" (4)
- Sonata No. 15 in D major, Op. 28 "Pastoral" (2)
- Sonata No. 16 in G major, Op. 31, No. 1 (3)
- Sonata No. 17 in D minor, Op. 31, No. 2 "Tempest" (2)
- Sonata No. 18 in E flat major, Op. 31, No. 3 (2)
- Sonata No. 19 in G minor, Op. 49, No. 1 (2)
- Sonata No. 20 in G major, Op. 49, No. 2 (2)
- Sonata No. 21 in C major, Op. 53 "Waldstein" (2)
- Sonata No. 22 in F major, Op. 54 (2)
- Sonata No. 23 in F minor, Op. 57 "Appassionata" (2)
- Sonata No. 24 in F sharp major, Op. 78 (2)
- Sonata No. 25 in G major, Op. 79 (2)
- Sonata No. 26 in E flat major, Op. 81a "Les Adieux" (2)
- Sonata No. 27 in E minor, Op. 90 (2)
- Sonata No. 28 in A major, Op. 101 (2)
- Sonata No. 29 in B flat major, Op. 106 "Hammerklavier" (2)
- Sonata No. 30 in E major, Op. 109 (2)
- Sonata No. 31 in A flat major, Op. 110 (2)
- Sonata No. 32 in C minor, Op. 111 (3)
- Variations (32) in C minor on an Original Theme, WoO 80 (1)
- Variations and Fugue in E♭ major on an Original Theme 'Eroica', Op. 35

### Mozart
- Concerto No. 20 in D minor, K 466. (1)
- Concerto No. 20 in D minor, K 466: 2nd movement, Romanze. (4)
- Concerto No. 21 in C major, K 467 (3)
- Concerto No. 21 in C major, K 467: 2nd movement, Andante (3)
- Concerto No. 22 in E flat major, K 482 (5)
- Concerto No. 22 in E flat major, K 482: 2nd movement, Andante (1)
- Concerto No. 23 in A major, K 488: 2nd movement, Adagio (1)
- Concerto No. 24 in C minor, K 491 (1)
- Concerto No. 27 in B flat major, K. 595 (1)
- Prelude and Fugue in C major, K 394 (383a) (1)
- Rondo for Piano and Orchestra in D major, K 382 (1)
- Sonata No. 10 in C major, K 330
- Sonata No. 12 in F major, K 332 (300k) (1)
- Sonata No. 14 in C minor, K 457 (1)

### Schumann
- Carnaval, Op. 9 (2)
- Concerto in A minor, Op. 54 (2)
- Kinderszenen, Op. 15 (2)
- Kreisleriana, Op. 16 (2)
- Fantasia in C major, Op. 17 (1)

### Bartók
- Concerto No. 3, Sz 119 (3)
- Hungarian Peasant Songs (15) for Piano, Sz 71 (1)
- Romanian Folk Dances
- Allegro Barbaro

### Liszt
- Concert Etudes (3), S 144: No. 3 in D flat major, Un sospiro (1)
- Concerto No. 1 in E flat major, S 124 (2)
- Grandes Etudes (6) de Paganini, S 141: No. 6 in A minor, Quasi Presto (1)
- Sonata in B minor, S 178 (1)
- Hungarian Rhapsody No.14

### Schubert
- Impromptus (4), D 935/Op. 142: No. 1 in F minor (1)
- Impromptus (4), D 935/Op. 142: No. 2 in A flat major (1)
- Impromptus (4), D 935/Op. 142: No. 3 in B flat major
- Impromptus (4), D 935/Op. 142: No. 4 in F minor (1)
- Sonata in A major, D 959 (1)
- Sonata in B flat major, D 960 (2)

### Chopin
- Concerto No. 1 in E minor, B 53/Op. 11 (1)
- Ballade No. 1 in G minor op. 23
- Scherzo No. 3 in C sharp minor, B 125/Op. 39 (1)

### Bach
- Brandenburg Concerto No. 5 in D major, BWV 1050

### Brahms
- Sonata No. 3 in F minor, Op. 5

### Dohnányi
- Rhapsodies (4), Op. 11: No. 2 in F sharp minor

### Haydn
- Sonata for Keyboard in F minor, H 17 No. 6

### Kodály
- Dances of Marosszék
- Lingering Song

### Mendelssohn
- Rondo capriccioso in E major, Op. 14
- Scherzo in E minor, Op. 16 No. 2